# Blanca Suárez

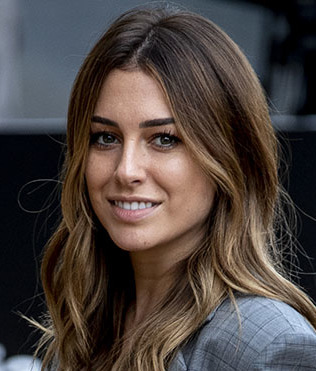
Blanca Suárez (2020).

Blanca Martínez Suárez (* 21. Oktober 1988 in Madrid) ist eine spanische Schauspielerin und ein Model.

## Schauspielkarriere

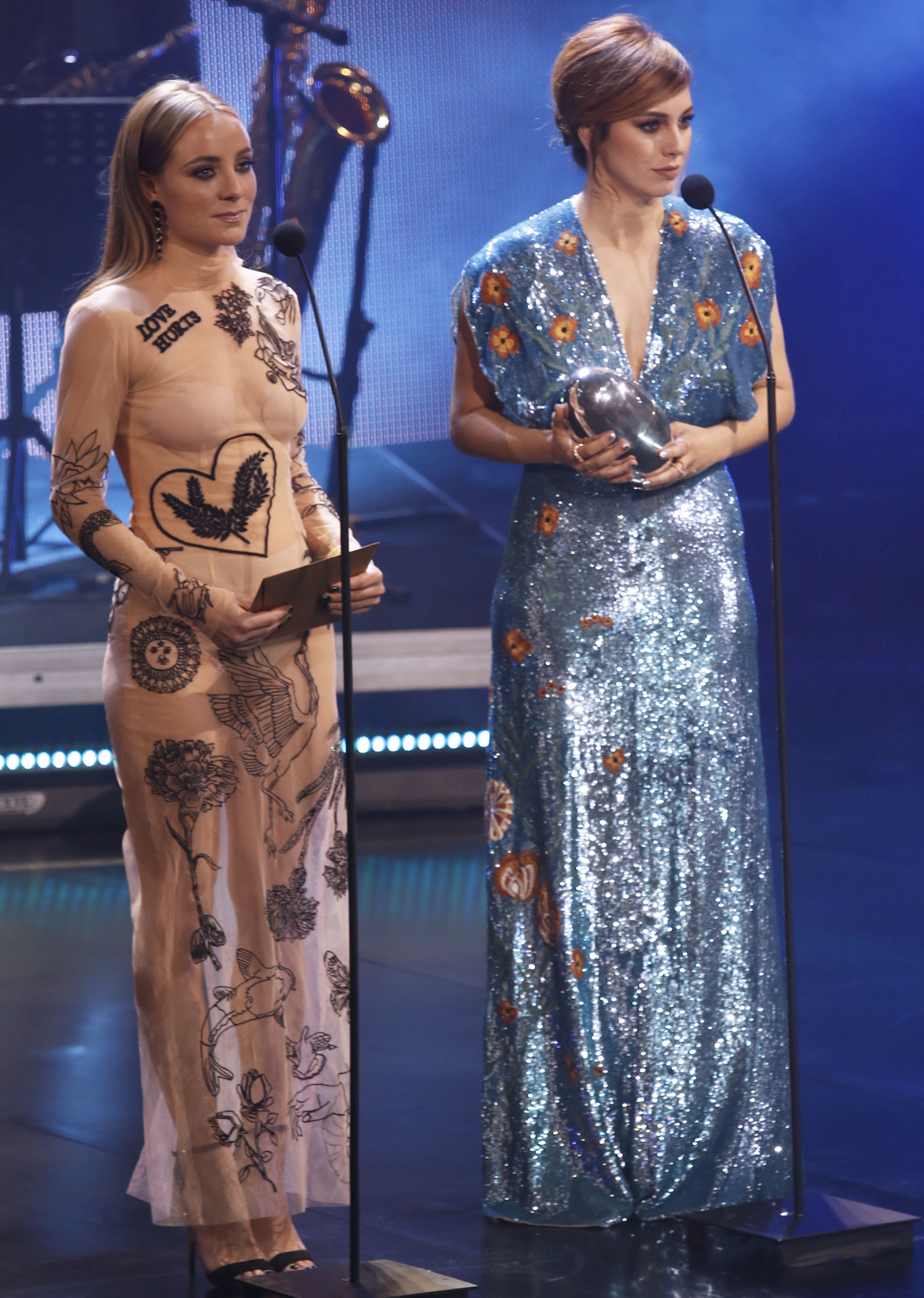
Blanca Suárez (rechts) und Ángela Cremonte bei der Premios Fénix 2017.

Suárez hatte Rollen in Fernsehserien wie beispielsweise El internado, El barco oder Cuéntame un cuento. Im Horror-Thriller Shiver – Die düsteren Schatten der Angst (2008) agierte sie in der Rolle der Ángela. Im Melodram Die Haut, in der ich wohne (2011) verkörperte sie die Norma Ledgard. In der Komödie Fliegende Liebende von Pedro Almodóvar (2013) spielte sie die Ruth.
In dem 2015 ausgestrahlten spanischen TV-Zweiteiler Die Schöne und das Biest übernahm sie eine der beiden Titelrollen. Im selben Jahr spielte sie eine der Hauptrollen der in Berlin angesiedelten Auswandererkomödie Perdiendo el norte (Die Orientierung verlierend).

### 2007–2012
Suárez gab 2007 ihr Schauspieldebüt und spielte die Rolle der Julia Medina in der Antena 3-Serie The Boarding School (spanisch: El internado). Sie war die Darstellerin der Serie bis zum Jahr 2010 und erhielt dafür einen Fotogramas de Plata als beste Darstellerin sowie eine Goldene Nymphe für die beste Drama-Darstellerin beim Monte-Carlo Television Festival 2009. In der Zwischenzeit erschien Suárez in Shiver (Eskalofrío), Cowards (Feiglinge), Brain Drain (Fuga de cerebros) und Der Konsul von Sodom (El cónsul de Sodoma) sowie in den Kurzfilmen Universes (Universos) und Hemisphäre (Hemisferio).
2011 hatte Suárez ihre erste Hauptrolle in Neon Flesh (Carne de Neón) neben Mario Casas. Suárez spielte anschließend zusammen mit Antonio Banderas, Elena Anaya und Pedro Almodóvar in Die Haut, in der ich wohne die Hauptrolle, für die sie kritische Anerkennung und einen Goya-Preis für die beste Newcomerin erhielt. Im selben Jahr erschien sie in dem Musikvideo zu Ladrones Lied Estoy prohibido.
Suárez spielte seither in einer weiteren Antena 3-Serie The Boat (El Barco), für die sie den Fotogramas-de-Plata-Preis als beste Fernsehschauspielerin und den Ondas-Preis als beste Schauspielerin sowie eine Nominierung für den TP de Oro für beste Schauspielerin erhielt. The Boat wurde vom 17. Januar 2011 bis zum 21. Februar 2013 ausgestrahlt. In der Zwischenzeit spielte Suárez zwei Filme, die beide beim Málaga Film Festival 2012 Premiere hatten – das Komödiendrama Winning Streak (The Pelayos) an der Seite von Daniel Brühl, Lluís Homar und Miguel Ángel Silvestre sowie im Imanol Uribes Nachkriegsdrama Orangensirup (Miel de naranjas) neben Ángela Molina und Nora Navas.

### Seit 2013
Im Jahr 2013 erschien Suárez in Fliegende Liebende (Los amantes pasajeros), ein Ensemble-Cast-Komödienfilm unter der Regie von Pedro Almodóvar. Bei den Filmfestspielen in Cannes 2013 wurde Suárez für ihre Schauspielarbeit mit der Trophäe Chopard für die weibliche Relevanz des Jahres ausgezeichnet. Der Preis wurde ihr von Colin Firth überreicht.
Im Jahr 2014 stellte Suárez Schneewittchen in der gleichnamigen Folge der Fernsehserie Cuéntame un cuento (Tell Me a Story) dar. 2015 hatte Suárez neben ihrem Internatsstar Yon González eine Hauptrolle in Ab nach Deutschland (Perdiendo el norte). Weiterhin spielte sie in den Serien Los Nuestros (The Ours) und Carlos, Rey Emperador (Charles, King Emperor) sowie in dem Film My Big Night (Mi Gran Noche).
Von 2017 bis 2020 spielte sie eine der vier Hauptdarstellerinnen in der ersten spanischen Netflix-Serie Die Telefonistinnen (Las chicas del cable).

## Wirken als Model
Als Model war Suárez unter anderem im Jahr 2013 das Gesichte einer Werbekampagne der Dessous-Modemarke Intimissimi.

## Filmografie (Auswahl)
- 2007–2010: El internado (Fernsehserie, 63 Episoden)
- 2008: Shiver – Die düsteren Schatten der Angst (Eskalofrío)
- 2008: Cobardes
- 2008: Estoy prohibido (Kurzfilm)
- 2009: Fuga de cerebros
- 2009: Universos (Kurzfilm)
- 2009: El cónsul de Sodoma
- 2010: Carne de neón
- 2011: Die Haut, in der ich wohne (La piel que habito)
- 2011–2013: El barco (Fernsehserie, 43 Episoden)
- 2012: Casino Barcelona – Die Glückssträhne (The Pelayos)
- 2012: Miel de naranjas
- 2013: Fliegende Liebende (Los amantes pasajeros)
- 2014: Cuéntame un cuento (Fernsehserie, Episode 1x02)
- 2014: La bella y la bestia (Miniserie, 2 Episoden)
- 2015: My Big Night (Mi gran noche)
- 2015: Ab nach Deutschland (Perdiendo el norte)
- 2015: Los nuestros (Fernsehserie, 3 Episoden)
- 2015: Carlos, Rey Emperador (Fernsehserie, 9 Episoden)
- 2016: Meine kleine Bäckerei in Brooklyn (My Bakery in Brooklyn)
- 2016: Lo que escondían sus ojos (Miniserie, 4 Episoden)
- 2017: El Bar – Frühstück mit Leiche (El bar)
- 2017–2020: Die Telefonistinnen (Las chicas del cable, Fernsehserie, 42 Episoden)
- 2018: Tiempo después
- 2019: Trotz allem (A pesar de todo)
- 2020: El verano que vivimos
- 2021: Jaguar (Fernsehserie, 6 Episoden)
- 2021: Das Internat: Las Cumbres (El internado: Las Cumbres, Fernsehserie, Episode 1x01)
- 2022: El Test
- 2022: El cuarto pasajero
- 2023: Me he hecho viral
- 2024: Disco, Ibiza, Locomía
- 2024: Atemlos (Respira, Fernsehserie, 8 Episoden)